# Sauerwald
Sauerwald je naselje v Občini Arije v Okraju Beljak-dežela na Koroškem v Avstriji.